# Kjeld Jacobsen
Kjeld Mogens Rasmus Jacobsen (* 11. November 1915 in Kopenhagen; † 6. Juni 1970 ebenda) war ein dänischer Schauspieler.

## Leben
Kjeld Jacobsen wuchs in Kopenhagen auf, wo er zeitlebens wohnte. Nach seinem Schulabschluss machte er zunächst eine Ausbildung zum Ofensetzer. In den folgenden Jahren übte er mehrere Berufe aus, so arbeitete er unter anderem auch in einer Kokerei oder in der Carlsberg-Brauerei.
Er absolvierte seine Schauspielausbildung von 1942 bis 1945 an der Eleveskole des Königlichen Theaters Kopenhagen, wo er auch sein Bühnendebüt als Darsteller hatte. Als Bühnendarsteller wirkte er in zahlreichen Theaterstücken, Operetten, Musicals, Varieté-Shows und in Kabarett-Programmen mit, so unter anderem auch am Folketeatret, am Nørrebro-Theater, am Aarhus Teater, am Odense Teater, am Betty-Nansen-Theater, am Frederiksberg-Theater, am Aalborg-Theater oder am Theater Helsingør. Er gehörte auch einige Zeit lang zum Schauspielerensemble des Kopenhagener Vergnügungsparks Tivoli. Jacobsen wirkte als Schauspieler vor der Kamera von 1945 bis zu seinem Tod in mehr als 70 Film-und-Fernsehproduktionen mit. Im Jahr 1967 wurde er mit dem Bodil als Bester Nebendarsteller ausgezeichnet. Er war viele Jahre lang Mitglied im dänischen Schauspielverband. Jacobsen war auch als Synchronsprecher für Zeichentrickfilme tätig, wie beispielsweise für Das Dschungelbuch.
Kjeld Jacobsen war ab dem 9. Juli 1949 bis zu seinem Tod mit der aus Gentofte stammenden Zahnärztin Lilli-Marie Pedersen (1924–2015) verheiratet, mit der er zwei Töchter hatte. Jacobsen starb am 6. Juni 1970 im Alter von 54 Jahren. Seine Grabstätte befindet sich auf dem Hellerup-Kirkegard.

## Filmografie (Auswahl)
- 1945: Rote Wiesen
- 1947: Familie Swedenhielm
- 1947: Lise kommer til byen
- 1950: Smedestraede 4
- 1951: Sittenpolizei greift ein
- 1951: Familie Schmidt
- 1954: Tran
- 1957: Mädchen für gewisse Stunden
- 1957: In letzter Minute
- 1958: Spion 503
- 1958: Ullabella
- 1960: Clutterbuck
- 1961: Komtessen
- 1964: Zwei
- 1965: Intermezzo
- 1966: Es war einmal ein Krieg
- 1969: Kainsleg
- 1970: Oktobertage
- 1971: Geliebte Christa – Stewardessen lieben heiß